# گربه‌کوسه آنتیل
گربه‌کوسه آنتیل (نام علمی: Galeus antillensis) نام یک گونه از سرده گربه‌کوسه‌های دم‌اره‌ای است.